# Переносчик взаимодействия
Переносчик взаимодействия (частица-переносчик, промежуточная частица, обменная частица) — это тип частицы в квантовой теории поля, которая порождает силы между другими частицами. Эти частицы служат квантами определённого вида физического поля.

## Частицы и поля
Квантовые теории поля описывают природу в терминах квантовых полей. Силу между двумя частицами можно описать либо как действие силового поля, создаваемого одной частицей в координатах другой частицы, либо как обмен виртуальными частицами-переносчиками силы между ними.
Возбуждения поля квантованы, и такие квантовые возбуждения поля (например, фотон как электромагнитная волна) можно интерпретировать как частицы. Стандартная модель содержит следующие частицы, каждая из которых является возбуждением определённого поля:
- Глюоны, возбуждения сильного калибровочного поля[5].
- Фотоны, W-бозоны и Z-бозоны — возбуждения электрослабых калибровочных полей.
- Бозоны Хиггса — возбуждения одной компоненты поля Хиггса, который придаёт массу фундаментальным частицам.

Кроме того, составные частицы, такие как мезоны, а также квазичастицы могут быть описаны как возбуждения какого-то эффективного поля.
Гравитация не является частью Стандартной модели, но считается, что могут существовать частицы, называемые гравитонами, которые являются возбуждениями гравитационного поля. Статус этой частицы всё ещё предварительный, поскольку теория неполна и поскольку взаимодействия одиночных гравитонов могут быть слишком слабыми, чтобы их можно было обнаружить.

## Силы с точки зрения частиц

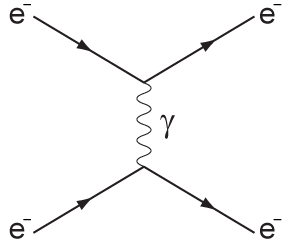
Диаграмма Фейнмана рассеяния двух электронов при испускании виртуального фотона.

Когда одна частица рассеивается на другой, изменяя её траекторию, то есть два способа представить этот процесс. На рисунке представляется, что поле, создаваемое одной частицей, вызывает силу, действующую на другую. Альтернативная точка зрения, — что одна частица испускает виртуальную частицу, которая поглощается другой. Виртуальная частица передаёт импульс от одной частицы к другой. Эта точка зрения на взаимодействие частиц особенно полезна, когда в расчётах присутствует большое количество сложных квантовых поправок, поскольку эти поправки можно визуализировать как диаграммы Фейнмана, содержащие дополнительные виртуальные частицы.
Другой пример, связанный с виртуальными частицами, — это бета-распад, когда виртуальный W-бозон испускается нуклоном, а затем распадается на е± и соответствующее (анти)нейтрино.
Описание сил в терминах виртуальных частиц ограничено применимостью теории возмущений, на основе которой оно выведено. В определённых ситуациях, таких как низкоэнергетическая КХД и описание связанных состояний, теория возмущений не работает.

## История
Концепция частиц-переносчиков восходит к 18 веку, когда французский физик Шарль Кулон показал, что электростатическая сила между электрически заряженными объектами подчиняется закону, подобному закону гравитации Ньютона. Со временем это соотношение стало известно как закон Кулона. К 1862 году Герман фон Гельмгольц описал луч света как «самого быстрого из всех посланников». В 1905 году Альберт Эйнштейн предположил существование лёгкой частицы в ответ на вопрос: «Что такое кванты света?»
В 1923 году в Вашингтонском университете в Сент-Луисе Артур Холли Комптон продемонстрировал эффект, ныне известный как комптоновское рассеяние. Этот эффект можно объяснить только в том случае, если свет может вести себя как поток частиц, и это убедило физическое сообщество в существовании частиц света Эйнштейна. Наконец, в 1926 году, за год до публикации теории квантовой механики, Гилберт Н. Льюис ввёл термин «фотон», который вскоре стал названием придуманной Эйнштейном частицы. Отсюда концепция частиц-переносчиков получила дальнейшее развитие, в частности, до массивных носителей силы (например, для потенциала Юкавы).